# مديرية رضوم

تعديل مصدري - تعديل

مديرية رضوم هي إحدى مديريات محافظة شبوة في اليمن. بلغ عدد سكانها 23244 نسمة عام 2004.